# 桃河里香
桃河里香（日语：／ Momokawa Rika，10月1日—），日本女性配音員。出身於岡山縣。EARLY WING所屬。身高155cm。B型血。

## 經歷、人物
- 當初是因為想成為舞台劇演員產生興趣而前往東京[2]。
- 由於戲劇公司即將招收畢業生，她尋找了一所可以教授她聲音製作等基礎知識的專門學校，最終進入了專門學校 東京國際聲優學院（日语：専門学校 東京声優・国際アカデミー）的配音訓練課程。後來，她聽了朋友的話，決定以配音員為目標[3]。
- 憧憬的配音員是新井里美[2]。
- 特長：拼布[2]。
- 討厭蟲子[3]。
- 其主要暱稱有，但在想出了的暱稱並在聽眾調查中投票後，她決定使用，意思是「仙女桃」。

## 演出
粗體字表示主要角色。

### 電視動畫
2015年
- 不思議美眉（天童雫[4][5]、親梅努斯、梅努斯）

2016年
- 三者三葉（薗部篠[6]）
- 魔裝學園H×H（庫蕾美坦·巴洛茲）

2018年
- 豆豆貓（日语：まめねこ）（烏龜）

2019年
- 魔王陛下RETRY！（兔子族幼女B）
- 警視廳 特務部 特殊凶惡犯對策室第七課（日语：警視庁 特務部 特殊凶悪犯対策室 第七課 -トクナナ-）（女性行員）

2024年
- 天穗之稻姬（飼丸[7]）

2025年
- 黃昏旅店（塚原音子[8]）

### 電影動畫
- 豆打地平線（2017年，中國兔[9]）

### 遊戲
年份不詳
- 究極×進化！戰國Break（【嬌之聲】【愛奏之旬】【冬去之響】細川伽羅奢）
- 激突！Clash Fight（偶像·心音）
- 永别了，武器（席昂）
- League Of Angels2（露露）
- RAGNABREAK SAGA（曼德拉草）

2013年
- 我家公主最可愛（冰凍公主婕爾達·史姆基）

2014年
- 姬神繪卷（桃都、卑彌呼）

2015年
- （庫里拉拉里斯）
- 伊絲塔利亞傳說（不可思議之國的艾莉絲、蠱惑王妃關妮薇）
- 戰國姬譚MURAMASA -雅-（日语：戦国姫譚MURAMASA-雅-）（北條氏康、多目元忠、愛姬）
- 輝星的反叛（日语：輝星のリベリオン）（阿富羅蒂德、瓦西里莎）
- 魔物娘的同居日常 Online（美咲、庫妮）
- ROOT∞REXX（日语：ROOT∞REXX）

2016年
- 問答RPG 魔法使與黑貓維茲（沙博納）
- LunaPri from 天使帝國（特麗莎[10]）

2017年
- 碧藍航線（哈爾西·鮑威爾、鯡魚）
- 黃昏旅店（塚原音子）
- 天華百劍 -斬-（疱瘡正宗）
- 戰機少女☆連結混亂交錯（克里斯、伊克斯[11]）

2018年
- 溫泉女孩 湯之華Collection（野澤菜菜）
- 天空與海洋之間（守護神角色）
- 龍星的瓦爾尼爾（佩蒂托特[12]）

2019年
- Engage Princess（安蒂）
- 魔法師交響曲（菲萊恩·索拉[13]）
- 動物朋友3（綿羊）

2020年
- 最終休止符（托雷克）
- 小雞社長的城市建造（Dr.凱爾文[14]）
- 閃耀幻想曲（薗部篠[15]）
- 天穗之稻姬（飼丸[16]）

### 外語配音

#### 動畫
- 嘟噠和達達（朝鲜语：두다다쿵）（2021年，嘟噠[17]）

### 廣播節目
- 喜多村英梨與桃河里香的PREMIERE♪PARTY♪Radio♪

### 網路節目
- Choborau-nyopomi劇場「不思議美眉」nico直播『NAMASOMERA』（2015年—2016年，niconico直播）[18]
- （2016年，niconico直播）[19]
- （2017年—2018年，音泉）[注 1]

### 電視節目
- Ateko聲龍門（日语：アテコ声龍門）（2015年4月1日—6月24日，TOKYO MX 等）
- （2015年10月12日，NOTTV）[注 2][20]

### 電影
- 漫畫誕生（日语：漫画誕生）（2019年，劇中動畫）

### 舞台
- 漫研社 THE MU～SICAL（2017年8月15日—20日，新宿Theater Brats）
- 漫研社 THE MU～SICAL ～REPLAY～（2017年10月12日—15日，新宿Theater Brats）

### 朗讀劇
- （2025年6月7日—8日，中國兔子[21]）

### 其它
- 溫泉女孩（野澤菜菜）
- （2019年）[22]
- Novel Up Plus（日语：ノベルアップ+） 宣傳動畫（諾維拉）
- VOICEVOX（日语：VOICEVOX） 中國兔

## 音樂作品

### 角色歌曲
| 發行日期 | 商品名稱                     | 歌                                                                                       | 樂曲                           | 備註                             |
| 2015年   | 2015年                       | 2015年                                                                                   | 2015年                         | 2015年                           |
| -------- | ---------------------------- | ---------------------------------------------------------------------------------------- | ------------------------------ | -------------------------------- |
| 11月21日 |                              | 野乃本索梅拉（仲谷明香）、野乃本庫庫露（本渡楓）、天童雫（桃河里香）、松愛（長繩麻理亞） | 「」                           | 電視動畫《不思議美眉》片頭主題曲 |
| 11月21日 | 「」                         | 野乃本索梅拉（仲谷明香）、野乃本庫庫露（本渡楓）、天童雫（桃河里香）、松愛（長繩麻理亞） | 電視動畫《不思議美眉》相關歌曲 |                                  |
| 2016年   |                              |                                                                                          |                                |                                  |
| 2月3日   | 不思議美眉 ～不思議美眉OST～ | 天童雫（桃河里香）                                                                       | 「」                           | 電視動畫《不思議美眉》相關歌曲   |
| 2月3日   | 不思議美眉 ～不思議美眉OST～ | 松愛（長繩麻理亞）、天童（桃河里香）                                                     | 「」                           | 電視動畫《不思議美眉》相關歌曲   |
| 5月18日  | 「三者三葉」角色歌曲 Vol.1   | 西川葉子（和久井優）、薗部篠（桃河里香）                                                 | 「」                           | 電視動畫《三者三葉》角色歌曲     |
| 5月18日  | 「三者三葉」角色歌曲 Vol.1   | 薗部篠（桃河里香）                                                                       | 「Loli-pop☆Monster」           | 電視動畫《三者三葉》角色歌曲     |
| 2020年   |                              |                                                                                          |                                |                                  |
| 4月29日  | 百華繚亂 貳                  | 八文字長義（櫻庭有紗）、疱瘡正宗（桃河里香）、村雨助廣（小堀幸）                         | 「」                           | 遊戲《天華百劍 -斬-》相關歌曲    |

## 腳註

## 外部連結
- 桃河里香｜EARLY WING （页面存档备份，存于） （日語）
- 桃河里香的X（前Twitter） （日語）